# 蟬形齒指蝦蛄
蟬形齒指蝦蛄，亦名紋華青龍蝦、孔雀螲螂蝦或雀尾螳螂蝦（譯自英文名Peacock mantis shrimp），為齒指蝦蛄科齒指蝦蛄屬的物種，分布於印度洋與西太平洋。在生態習性上擁有類似拳擊手的所有特徵，平時為了捕食堅硬甲殼類獵物，會將前方部位像螳螂爪一樣的伸曲爪以22口徑手槍子彈的威力瞬間彈出，時速高達100公里，像類似拳擊手出拳動作迅速將目標的堅硬外殼擊碎，全身上下最堅硬的部位也剛好正是伸曲爪，根據專家指出喜好養寵物的人必須用「防彈強化玻璃缸」才能安全飼養這種蝦蛄。

## 形态
雀尾螳螂蝦长度在3—18（1.2—7.1英寸）之间，体色通常为绿色，足为橘黄色。头胸部有斑点。

## 外部連結
- Mantis shrimps could show us the way to a better DVD （页面存档备份，存于）